# Christopher Woolner
Christopher Geoffrey Woolner, CB, MC (* 18. Oktober 1893 in Kensington, London; † 10. Januar 1984 in Ashford, Kent) war ein Generalmajor der British Army, der im Ersten Weltkrieg und Zweiten Weltkrieg diente.

## Militärdienst
Christopher Woolner wurde am 18. Oktober 1893 in Kensington, London geboren und besuchte das Marlborough College und die Royal Military Academy Woolwich. Am 21. Dezember 1913 trat er in die British Army ein und wurde Second Lieutenant der Royal Engineers, der Pioniertruppe. Zu seinen Mitabsolventen der Royal Military Academy gehörten Ivor Thomas, William Morgan, Douglas McConnel und William Mirrlees, alles zukünftige Generäle.
Die erste Gefechtserfahrung sammelte er im Ersten Weltkrieg, der im August 1914 begann, an der Westfront. Am 4. Dezember 1914 wurde Woolner zum Lieutenant befördert. Im Laufe des Krieges wurde er zweimal Mentioned in Despatches. Er wurde einmal verwundet und erhielt das Military Cross mit zwei Wiederholungsspangen für Tapferkeit und Führungsqualitäten. Er diente in der 64th Field Company der Royal Engineers und war vom Oktober 1917 bis zum Juli 1918 deren Kommandeur. Bei Kriegsende hatte er den regulären Rang eines Captain und temporären Rang eines Major inne.
Zwischen den Kriegen diente Woolner mit den Royal Engineers in Gold Coast in Australien, in Woolwich bei London, in Indien und in Chatham in Kent. Er besuchte von 1927 bis 1928 das Staff College Camberley.
Im August 1939 wurde Woolner im Rang eines Colonel stellvertretender Inspektor und stellvertretender Kommandant der Royal School of Military Engineering Group und wurde bei Ausbruch des Zweiten Weltkriegs im folgenden Monat als Stabsoffizier zur British Expeditionary Force beordert. Im Februar 1940 wurde er Kommandeur der 8th Infantry Brigade und führte diese während des Westfeldzuges der deutschen Wehrmacht. Für seine Dienste in Frankreich wurde er zweimal Mentioned in Despatches. Am 30. November 1940 wurde er zum vorläufigen Major-General befördert, eine Beförderung, die am 1. Oktober 1941 permanent wurde. Von 1941 bis 1943 war er General Officer Commanding (GOC) für Sierra Leone und Gambia. Im Juni 1942 wurde er als Companion des Order of the Bath ausgezeichnet. Zwischen März und August 1943 war er GOC der 81st (West Africa) Division. Dann war er bis zum Kriegsende Kommandeur des Militärdistrikts West Midlands in Großbritannien.
1947 war er GOC der 53rd (Welsh) Infantry Division der Territorial Army, bis er im November des gleichen Jahres in den Ruhestand ging. Er blieb bis 1953 Reservist.